# Mastacembelus favus
Cá chạch lấu (Danh pháp khoa học: Mastacembelus favus) là một loài cá chạch sông trong họ (Mastacembelidae) phân bố ở châu Á, ở Việt Nam, chúng được ghi nhận là có ở vùng Đồng bằng sông Cửu Long và ở Nghệ An. Chúng là loại cá chạch khá lớn, mình có bông rằn ri, dài cỡ từ ba tới bốn tấc, có con dài tới năm tấc, cân nặng từ nửa ký lô trở lên. Loại cá chạch này béo, dạn ăn, hễ gặp mồi là tới ăn câu ngay. Chúng giật mồi mạnh.

## Câu cá
Ở miền Tây, việc bắt cá chạch lấu có hai cách là đặt rù hay câu bằng câu cần. Tháng nước giựt người ta câu cá chạch lấu bằng mồi tép. Cá chạch lấu ưa dựa vào các gốc cây lớn như cây gáo, cây bảy thưa, cây bần và người ta cứ đậu xuồng cặp mấy gốc cây ấy rồi móc mồi tép vào lưỡi câu có gắn cục chì cách lưỡi câu chừng vài ba tấc, khi ăn câu nếu giựt chậm là chúng lôi lưỡi câu, không nhanh tay câu dễ bị mắc gốc và khó bắt được cá nhất là gặp những con cá lớn cỡ từ nửa kilô trở lên lại càng khó bắt, câu cá chạch lấu cũng đòi hỏi nhanh
Cách đặt rù hay còn gọi đặt lu, đặt khạp, đặt bộng, hoặc kéo bò thì tùy vật dụng mỗi cách bắt cá chạch nên có các tên gọi như vậy, và chỉ đặt rù hoặc kéo bò bắt đầu từ tháng nước giựt tới hết tháng tư mưa già vì khi mưa già cá bỏ sông về đồng, nên rù không còn có cá nữa người ta bắt đầu đem rù lên lấy chà phơi làm củi. Thường thường cách bắt cá chạch lấu bằng rù, người ta cũng bắt được cá rô biển, cá trê, cá lóc.